# Balegemse steen

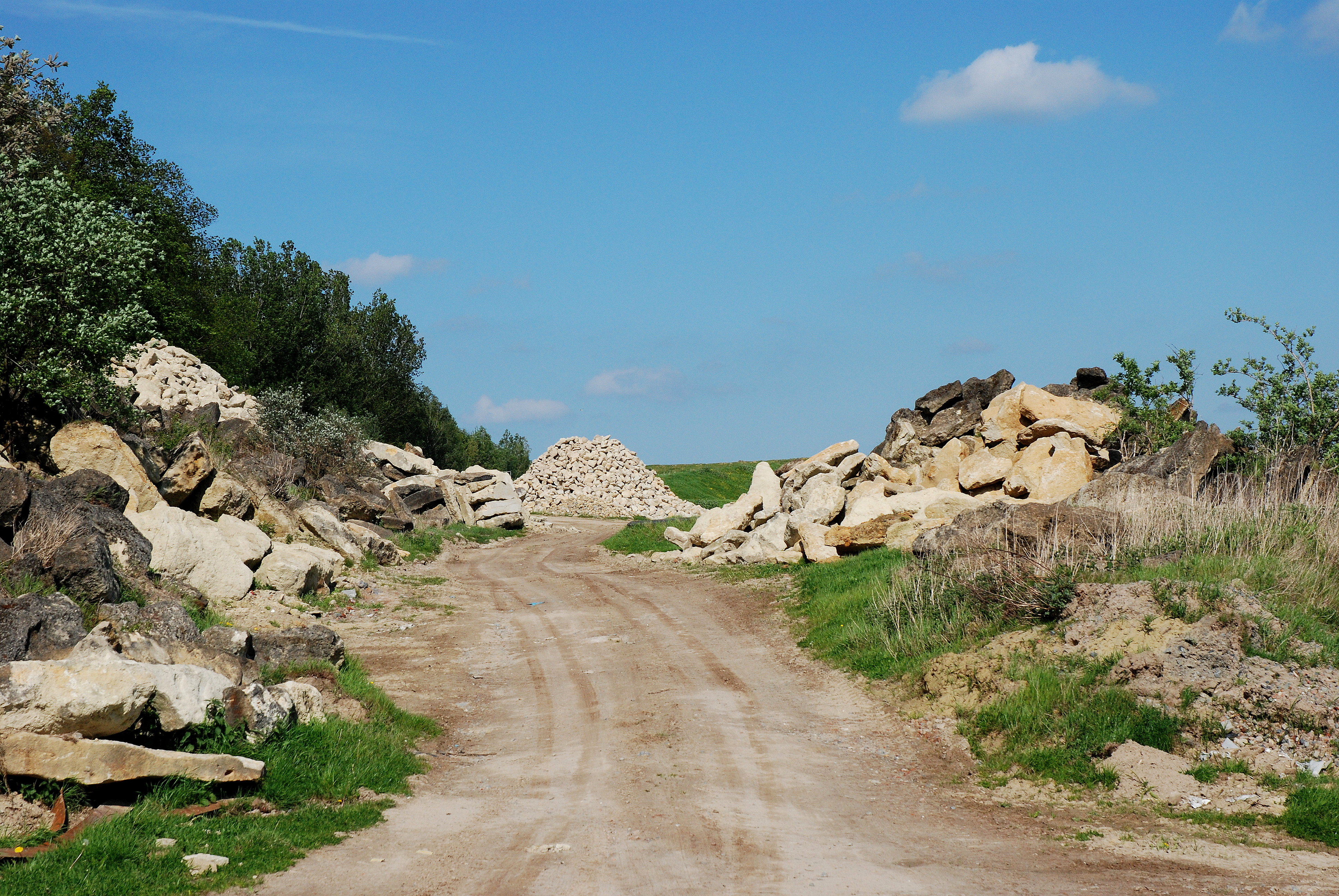
Zicht op de groeve

De Balegemse steen is een sterk kalkhoudende zandsteen die in de Belgische deelgemeente Balegem (Oosterzele) wordt gedolven. Men kan hem ook categoriseren als zandige kalksteen. Hij is zeer gevoelig voor zure regen. Balegemse steen is vrijwel identiek aan ledesteen; deze benamingen worden dan ook wel als synoniemen gebruikt. In Nederland is vanouds de term ledesteen algemener gebruikt.
Een zee bedekte dit gebied, miljoenen jaren geleden (In het Midden-Eoceen, Lutetiaan (plaatselijk Lediaan)). Er ontstond een opeenhoping van (kalkhoudende) overblijfselen van in deze zee levende organismen. Daarmee bestaat kalksteen voornamelijk uit calciumcarbonaat (CaCO3) en vindt men er regelmatig fossielen in terug (schelpen, nautilussen, haaien- en roggentanden e.d.).
De steen wordt gevonden in schollen, met een harde kern, tussen zandlagen. De laag waarin de steen wordt gevonden ligt anno 2009 een viertal meter onder de bodem. De ontginning en bewerking van Balegemse steen is sedert 1976 heropgestart na een eeuw inactiviteit. De Romeinen gebruikten al Balegemse steen voor hun constructies.
Gebouwen die geheel of gedeeltelijk in Balegemse steen zijn opgetrokken: 
- Enkele gebouwen aan de Graslei te Gent, zoals het Gildehuis der Vrije Schippers (1530)
- De Brusselpoort te Mechelen (ca 1400)
- De Cipierage te Sint-Niklaas (1661)
- De Sint-Martinuskerk te Gent (1502-1509)
- De Sint-Annakerk te Bottelare (1641-1663)
- De Sint-Walburgakerk te Oudenaarde
- Het stadhuis van Lier (vanaf 1367)

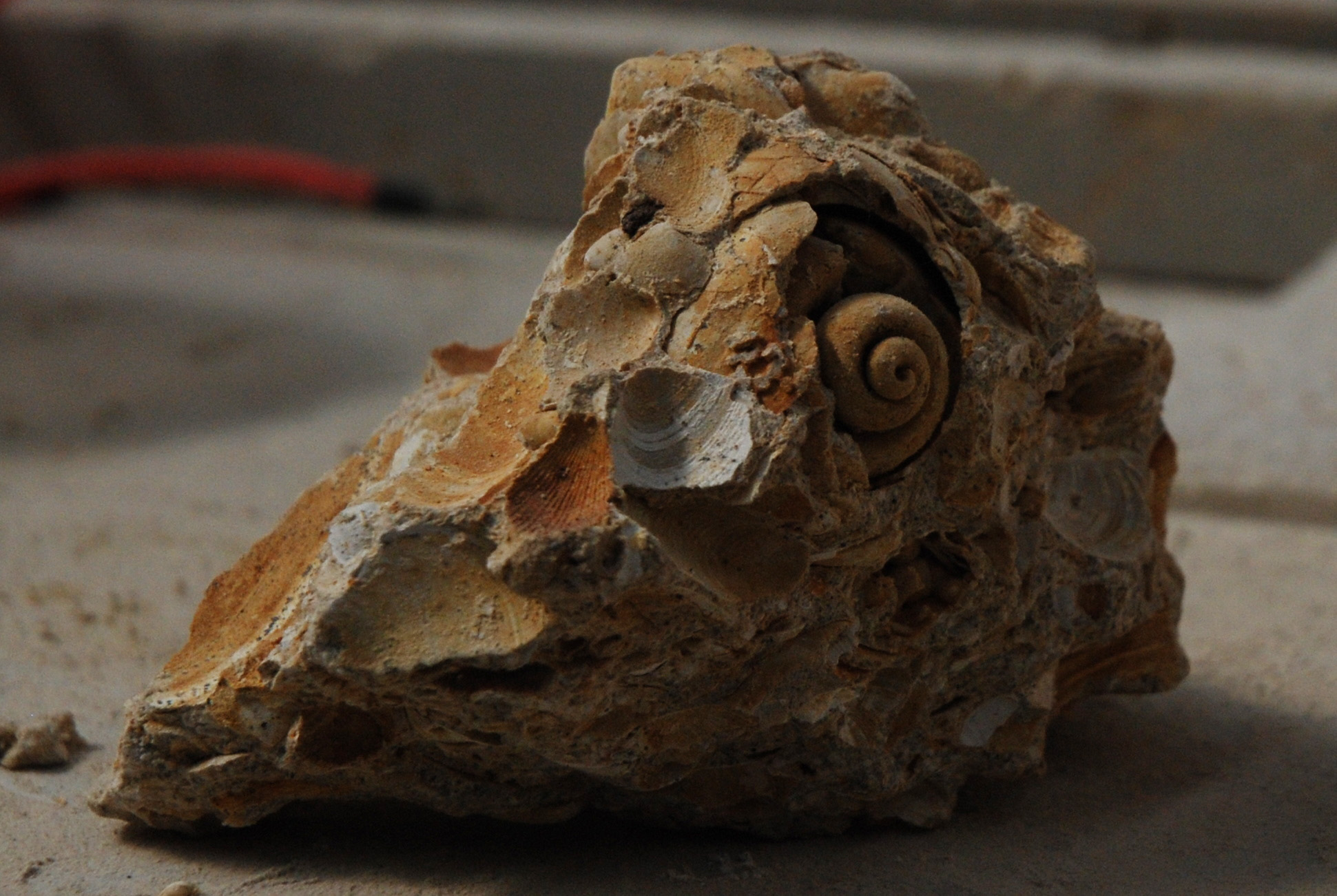
Een fragment uit de door de zee afgezette laag
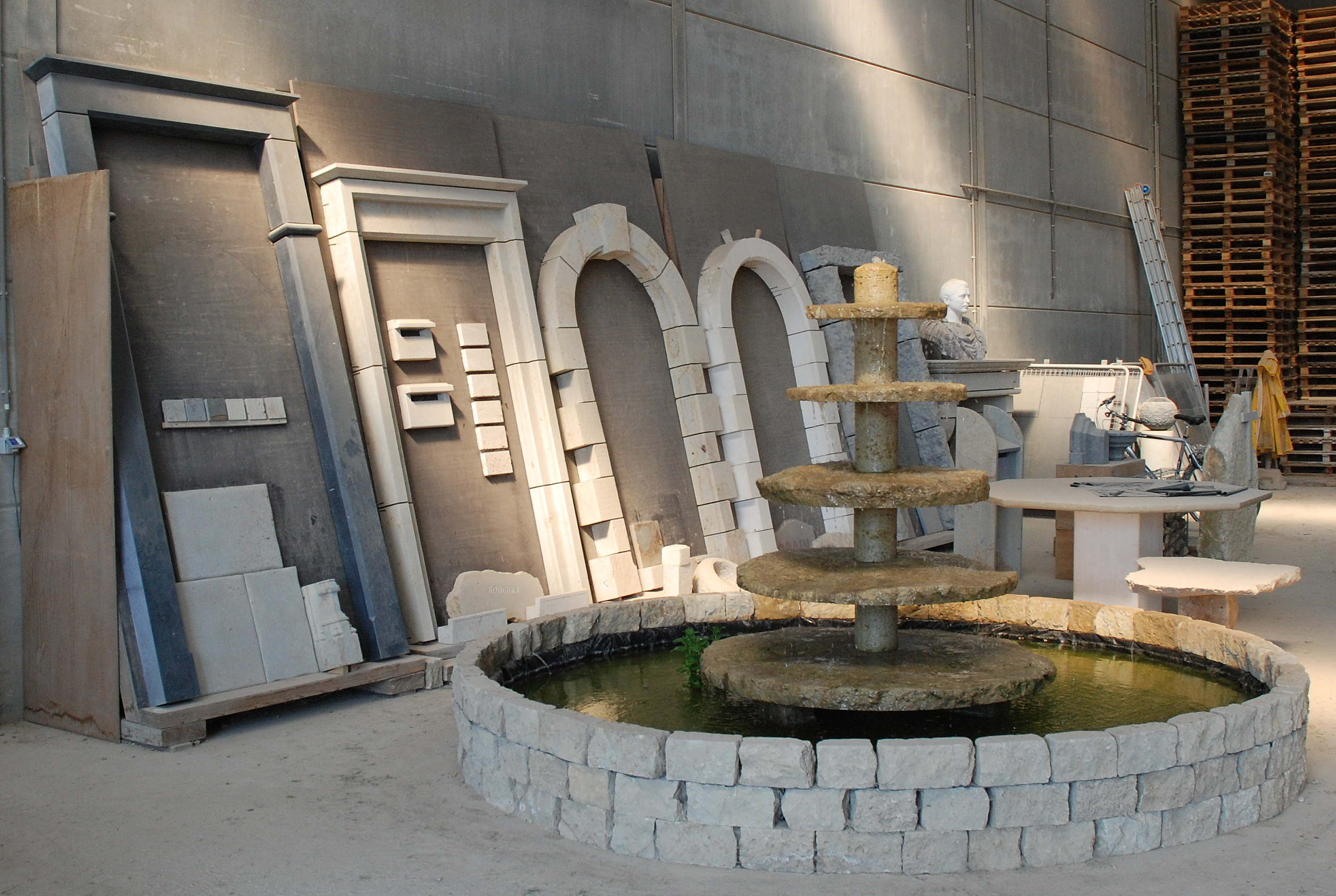
Bewerkte Balegemse steen